# Norsemen (StormWarrior)
Norsemen è il sesto album in studio del gruppo musicale Power metal StormWarrior, pubblicato nel 2019.

## Tracce
1. To the Shores Where We Belong – 2:02
2. Norsemen (We Are) – 4:53
3. Storm of the North – 5:43
4. Freeborn – 5:01
5. Odin's Fire – 6:11
6. Sword Dane – 4:35
7. Blade on Blade – 5:27
8. Shield Wall – 5:05
9. Sword of Valhalla – 11:19

## Formazione
- Lars Ramcke - voce, chitarra
- Björn Daigger - chitarra
- Yenz Leonhardt - basso
- Falko Reshöft - batteria